# Thomas Atkins

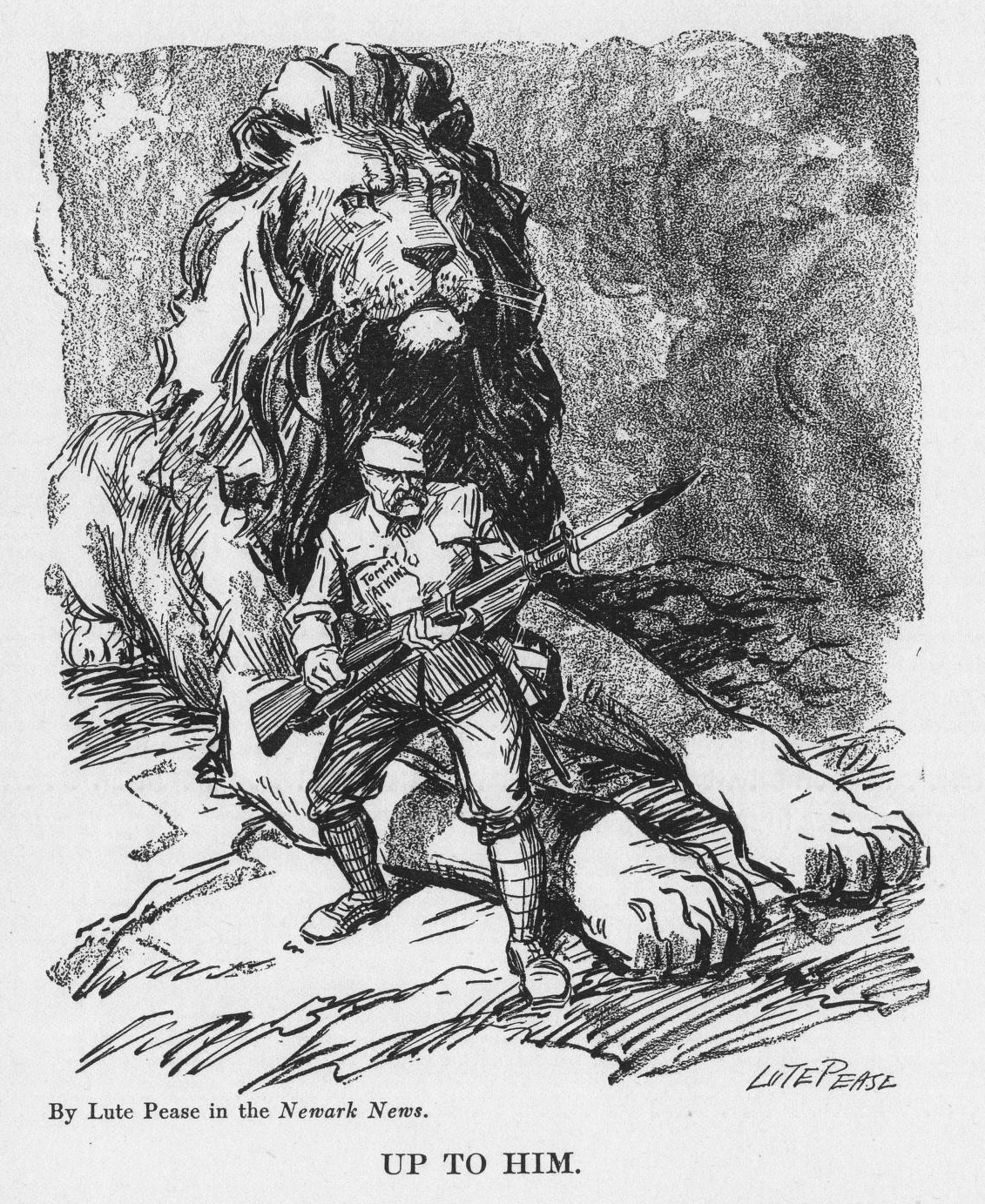
Tommy Atkins in een WW1-prent

Thomas Atkins (? - 17 september 1794) was een Engels soldaat, die sneuvelde in de Slag om Boxtel.
Deze veldslag werd geleverd tegen de Franse troepen welke deze slag wonnen.
De Hertog van Wellington was aanwezig bij de stervende soldaat toen die zijn laatste woorden sprak: It's allright sir, it's all in a days work.
De hertog was hier zeer van onder de indruk en vijftig jaar nadien herinnerde hij zich de naam van deze soldaat nog: Tommy. Zo werd de naam Tommy (meervoud: Tommies) overgedragen op een Engels soldaat in het algemeen, en met name tijdens de Eerste Wereldoorlog en de Tweede Wereldoorlog.
Mogelijk dat Thomas te Boxtel is begraven: op 25 september 1794 staat in het begraafboek vermeld: Een soldaat. 